# Большеглазые полозы
Большеглазые полозы, или азиатские крысиные змеи (лат. Ptyas), — род змей семейства ужеобразных. 
Длина тела с хвостом до 360 см. 
Распространены в Южной, Восточной и Юго-Восточной Азии. На территории бывшего СССР, в Туркмении, встречается один вид этого рода — большеглазый полоз.

## Виды
Род включает 13 видов:
- Ptyas carinata (Günther, 1858) — зондская крысиная змея
- Ptyas dhumnades (Cantor, 1842) — китайская крысиная змея
- Ptyas dipsas (Schlegel, 1837) — целебесский большеглазый полоз
- Ptyas doriae (Boulenger, 1888) — эурифолис Буланже
- Ptyas fusca (Günther, 1858) — бурая крысиная змея
- Ptyas herminae (Boettger, 1895)
- Ptyas korros (Schlegel, 1837) — желтобрюхий большеглазый полоз
- Ptyas luzonensis (Günther, 1873) — лузонская крысиная змея
- Ptyas major (Günther, 1858) — китайский энтехинус, или большой эурифолис
- Ptyas mucosa (Linnaeus, 1758) — большеглазый полозtypus
- Ptyas multicincta (Roux, 1907) — многопоясный эурифолис
- Ptyas nigromarginatus (Blyth, 1854 — бирманская крысиная змея
- Ptyas semicarinata (Hallowell, 1861) — гладкий камышовый уж